# Ágúst Bjarni Garðarsson

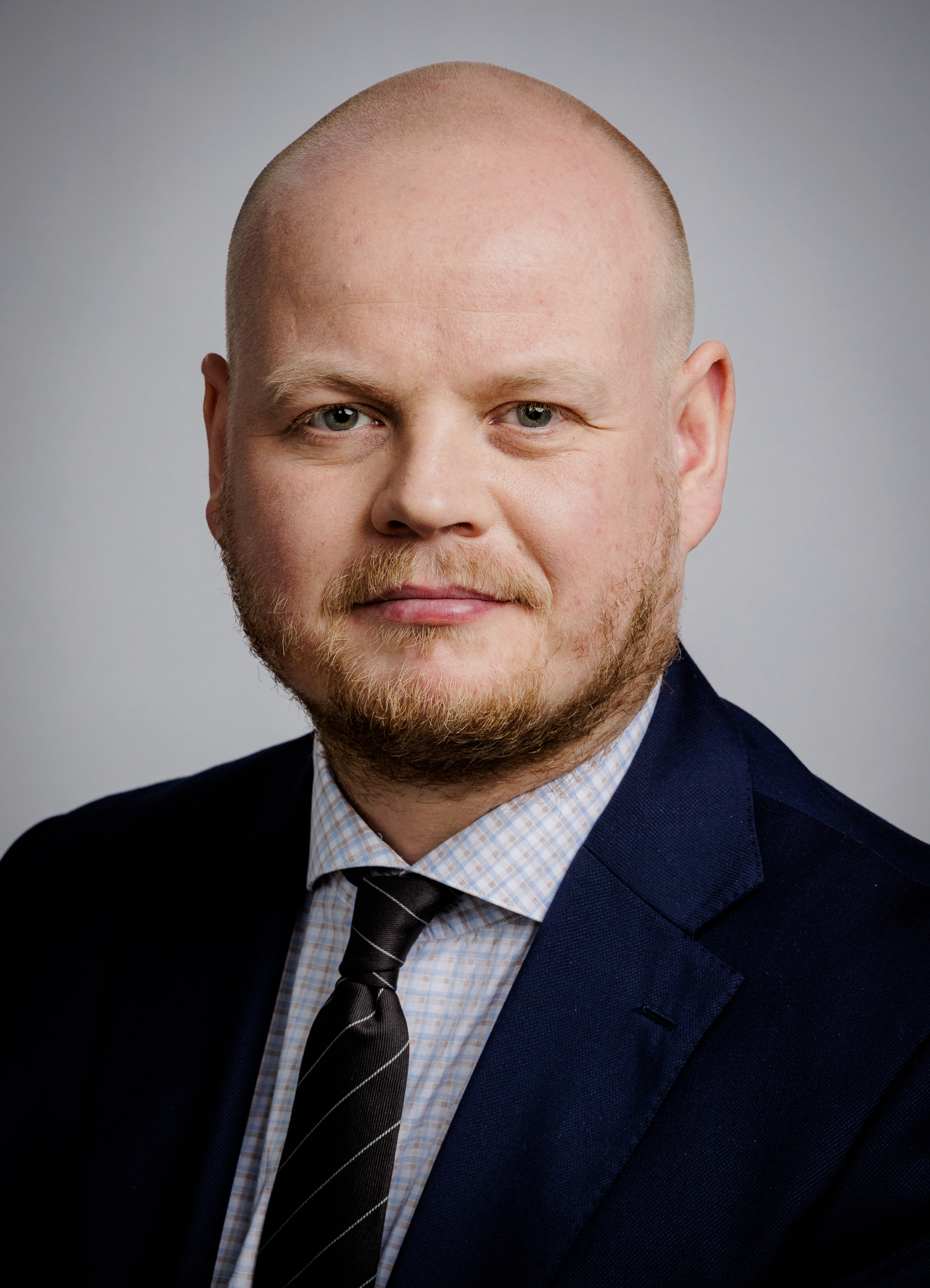
Ágúst Bjarni Garðarsson, 2021

Ágúst Bjarni Garðarsson (transkribiert Agust Bjarni Gardarsson; * 29. September 1987 in Reykjavík) ist ein isländischer Politiker der Fortschrittspartei.

## Leben
Ágúst Bjarni Garðarsson hat einen Master of Public Administration von der Universität Reykjavík. Er war unter anderem von 2015 bis 2018 Assistent von Sigurður Ingi Jóhannsson in dessen wechselnden Ämtern als Minister für Fischerei und Landwirtschaft, Premierminister von Island und Minister für Verkehr und Kommunen. Von 2018 bis 2022 gehörte er dem Stadtrat von Hafnarfjörður an. Von 2015 bis 2016 war Ágúst Bjarni Vorsitzender des Bunds junger Mitglieder der Fortschrittspartei.
Bei der Parlamentswahl vom 25. September 2021 wurde Ágúst Bjarni als Kandidat der Fortschrittspartei für den Südwestlichen Wahlkreis ins isländische Parlament Althing gewählt.
Mit Stand vom August 2022 gehört er dem parlamentarischen Ausschuss für Wirtschaftsangelegenheiten und Handel sowie dem Zukunftsausschuss an und ist Mitglied der isländischen Delegation in der parlamentarischen Versammlung der OSZE.

## Sport
Nach seiner Ausbildung in der Jugend von FH Hafnarfjörður spielte Ágúst Bjarni Garðarsson bis zum Alter von 25 Jahren professionell in seiner Heimat Fußball. Der Torwart war unter anderem für Valur Reykjavík und Haukar Hafnarfjörður aktiv.